# ハマナカ
ハマナカ株式会社は、日本国産手芸用品の企画・製造・卸までを一貫して行う、京都市に本社を置く会社。

## 会社概要
設立時より、創造する喜びを提供する理念のもと、商品企画・販売のみならず、利用法の情報提供に力を入れている。
東京支店のほか、滋賀県長浜市に物流拠点としてハマナカロジスティックを設置。国内製造拠点として、宮崎県新富町にグループ会社のハマナカホビール、および滋賀県米原市にハマナカ繊維を設置。その他、手芸関連子会社等多数を抱える国内最大手手芸メーカー。
2012年、中国・広州に現地法人を設立。
2013年、町家コンセプト手芸店「イトコバコ」を開設。
2014年、通信販売「ハマナカ商店」を開設。
かつて旭化成のグループ企業だった時期があり、旭化成グループとしてなるほどザ・ワールドでハマナカ手編み糸のCMが流していた。

## 取扱い商品
- 手あみ糸
- 手芸用品
- ハンドクラフト
- 手芸・手編みの本